# Furcifer rhinoceratus
Furcifer rhinoceratus este o specie de cameleoni din genul Furcifer, familia Chamaeleonidae, descrisă de Boettger 1893. A fost clasificată de IUCN ca specie vulnerabilă. Conform Catalogue of Life specia Furcifer rhinoceratus nu are subspecii cunoscute.